# Palazzo degli uffici statali
Il Palazzo degli uffici statali è un edificio che sorge nel centro di Forlì, all'angolo tra via delle Torri e corso Mazzini.

## Storia e descrizione
Venne costruito tra il 1935 e il 1936 sul progetto di Cesare Bazzani con lo scopo di fornire una sede agli uffici dei ministeri delle finanze, dei lavori pubblici e dell'agricoltura e foreste. Al fine di completare e rendere più elegante la scenografia di piazza Saffi, fu lo stesso Mussolini a imporre ancora il Bazzani quale progettista, nonostante molti non avessero apprezzato lo stile che l'architetto romano aveva scelto per la costruzione del Palazzo delle Poste.
Il nuovo progetto, condizionato dalla preventiva acquisizione e demolizione di diversi antichi edifici di proprietà di influenti famiglie forlivesi (Montanari, Valdesi, Pantoli), andò incontro a enormi ed impreviste difficoltà. I proprietari, ben determinati a ottenere il massimo risarcimento dalla vendita dei propri edifici, fecero ricorso ad amicizie e conoscenze altolocate, compresi alcuni familiari di Mussolini. Dovevano essere inoltre vinte le fortissime resistenze dei commercianti, che, con l'abbattimento dei propri negozi, rischiavano di chiudere la loro attività per sempre.
Tutte queste istanze vennero soddisfatte grazie alla promessa che si sarebbero aperti una serie di locali ad uso commerciale sotto il loggiato del nuovo edificio e quelle del Palazzo del Monte di Pietà. Il primo progetto, stilato nel 1933, prevedeva il mantenimento dell'antico Palazzo Baratti, già Orceoli, situato all'angolo tra Via delle Torri e via Biondini. Ma anche questo edificio, pur essendo vincolato, venne poi espropriato e demolito per consentire la completa esecuzione del progetto imposto dal duce. Per sbloccare la situazione, il genio civile si era appellato al soprintendente di Bologna Carlo Calzecchi, il quale, dietro sollecitazioni altolocate, prontamente aveva provveduto ad eliminare l'edificio dall'elenco delle costruzioni storiche protette.
La demolizione degli edifici che occupavano l'area divenne un'ossessione per Mussolini, tanto che, a metà del settembre del 1934, scrisse il seguente telegramma all'allora ministro dei lavori pubblici, Araldo di Crollalanza: "passando per folli o visto il cosiddetto palazzo Baratti ancora in piedi stop Se necessario come sembra rinnovati gli ordini per demolirlo senza indugi". Risolta la questione, Mussolini su pressioni del forlivese Manlio Morgagni, presidente dell'agenzia Stefani, intervenne presso le autorità politiche e amministrative della città affinché i lavori di costruzione venissero affidati alla Ditta Benini, di cui Morgagni stesso stava per diventare presidente.
Nella progettazione del palazzo Cesare Bazzani ricercò una sorta di mediazione tra l'architettura romana classica e l'architettura razionalista, come dimostra il grande porticato per terra che ricorda, per dimensioni e struttura, gli antichi acquedotti.
L'edificio venne inaugurato il 21 aprile 1937, in occasione delle celebrazioni per il Natale di Roma. Ancora oggi colpisce la sua imponenza: 65.000 m³ e 300 stanze e ambienti disposti su di una superficie di circa 4500 m². In cima al palazzo era stata collocata una torretta, andata distrutta nel bombardamento del 25 agosto 1944.